# Gas City, Indiana
Gas City är en stad (city) i Grant County, i delstaten Indiana, USA. Enligt United States Census Bureau har staden en folkmängd på 5 940 invånare (2011) och en landarea på 11,8 km².